# Bruno Foresti
Bruno Foresti (Tavernola Bergamasca, 6 mei 1923 – Gavardo, 26 juli 2022) was een Italiaans geestelijke en een aartsbisschop van de Rooms-Katholieke Kerk.
Foresti volgde het grootseminarie in Clusone. Hij werd op 7 april 1946 priester gewijd. Vervolgens was hij vicerector (1946–1951) en rector (1951–1967) van dit seminarie. Vanaf 1967 was hij werkzaam als pastoor.
Op 12 december 1974 werd Foresti benoemd tot hulpbisschop van Modena-Nonantola en tot titulair bisschop van Plestia; zijn bisschopswijding vond plaats op 12 januari 1975. Op 2 april 1976 werd hij benoemd tot aartsbisschop van Modena-Nonantola. Op 7 april 1983 volgde zijn benoeming tot bisschop van Brescia, met de persoonlijke titel van aartsbisschop.
Foresti ging op 19 december 1998 met emeritaat. Hij overleed in 2022 op 99-jarige leeftijd; op het moment van zijn overlijden was hij de oudste nog levende bisschop in Europa.